# C.a.R.
C.a.R. (aussi connu sous le nom de Z.u.L.) est un logiciel libre et gratuit de géométrie dynamique en deux dimensions, c'est-à-dire qu'il permet de manipuler des objets géométriques du plan (cercle, droite et angle, par exemple) et de voir immédiatement le résultat. Il est principalement utilisé par des enseignants. Il est capable de manipuler des objets dans un environnement de géométrie euclidienne ou de géométrie elliptique.

## Description
Il permet d'explorer la géométrie euclidienne. Des chercheurs en géométrie peuvent l'utiliser pour valider de nouvelles constructions ou des constructions difficilement réalisables sur papier, telle les huit cercles d’Apollonius.
Lorsque comparé au tracé sur feuille de papier, son intérêt tient à ce qu'il est possible d'établir des liens entre les différents objets (par exemple, parallélisme et bissectrice d'un angle) et le logiciel maintient ceux-ci par la suite. 
Il est principalement utilisé par des enseignants, mais toute personne souhaitant explorer de façon visuelle les transformations euclidiennes ou elliptiques dans le plan en tirera profit.
Entièrement développé en Java, ce logiciel peut fonctionner système d'exploitation disposant d'une machine virtuelle Java, Windows, Linux, macOS.
Une fois le logiciel lancé, l'utilisateur peut manipuler les différents objets géométriques de base dans un plan : cercle, droite, angle, etc. 
Ce logiciel peut aussi s'exécuter depuis un poste d'ordinateur non connecté à Internet.
C.a.R. Metal est un dérivé de C.a.R. qui se veut plus convivial.

## Historique
Il a été développé par René Grothmann, de l'université catholique d'Eichstätt-Ingolstadt (en) (en Allemagne), qui le maintient toujours.